# Бутівці (Лубенський район)
Бу́тівці — село в Україні, у Хорольській міській громаді Лубенського району Полтавської області. Населення становить 535 осіб. До 2020 орган місцевого самоврядування — Староаврамівська сільська рада.

## Географія
Село Бутівці знаходиться на правому березі річки Хорол, вище за течією примикає село Староаврамівка, нижче за течією на відстані 2 км розташоване село Пристань, на протилежному березі — село Новоаврамівка. Річка в цьому місці звивиста, утворює лимани, стариці та заболочені озера.

## Історія
Засноване у XVII ст., назва походить від поселенців, які поселилися після повалення Павлюка (Бута).
У першій половині ХХ ст. було центром сільської ради.
З 1917 — у складі УНР, з 1918 — у складі Української Держави Гетьмана Павла Скоропадського.
У 1926 р. в селі проживало 1345 осіб, було 237 господарів. У 1926 році господарств — 439, жителів — 2447. До сільради входили населені пункти: Бутівці, Петрашево, Стара Аврамівка.
Станом на 1 січня 1952 року Бутівецька сільська рада в межах адміністративно-територіального підпорядкування мала територію 1564,41 га, дворів — 260, населення — 880 чол., колгоспів один «Зоря комунізму» — с. Бутівці, Бутівецьку семирічну школу, Бутівецький сільський клуб, крамниця Бутівецького сільського споживчого товариства, фельдшерський медпункт. Пізніше увійшла до Староавраміської сільської ради.
12 червня 2020 року, відповідно до розпорядження Кабінету Міністрів України № 721-р «Про визначення адміністративних центрів та затвердження територій територіальних громад Полтавської області», село увійшло до складу Хорольської міської громади..
19 липня 2020 року, в результаті адміністративно - територіальної реформи та ліквідації Хорольського району, село увійшло до складу новоутвореного Лубенського району.

## Політика

### Парламентські вибори, 2019
На позачергових парламентських виборах 2019 року у селі функціонувала окрема виборча дільниця № 530894, розташована у приміщенні клубу.
Результати
- зареєстровано 328 виборців, явка 60,67%, найбільше голосів віддано за «Слугу народу» — 46,67%, за Радикальну партію Олега Ляшка — 15,38%, за Всеукраїнське об'єднання «Батьківщина» — 12,82%.[3] В одномандатному окрузі найбільше голосів отримав Фахраддін Мухтаров (самовисування) — 32,28%, за Анастасію Ляшенко (Слуга народу) — 24,87%, за Костянтина Іщейкіна (самовисування) — 14,81%[4].

## Соціальна сфера
- Бібліотека
- Клуб.

## Пам'ятки
Є церква, пам'ятник воїнам, що загинули в роки німецько-радянської війни.

## Відомі люди
- Микитенко Олексій Васильович — український письменник, журналіст, член спілки письменників України.